# Chlorichaeta
Chlorichaeta Becker, 1922 è un genere di insetti della famiglia degli Ephydridae (Diptera: Schizophora).

## Descrizione
Gli adulti sono morfologicamente affini a quelli del genere Mosillus. Si tratta di moscerini di piccole dimensioni, con corpo lungo 1,5–3 mm e livrea generalmente nera e più o meno lucente. Il tegumento si presenta microtomentoso in alcune regioni (mesonoto, faccia, parafacce) e la chetotassi relativamente poco sviluppata.
Il capo ha faccia prominente e punteggiata, parafacce recanti piccole scanalature orizzontali allineate verticalmente, gene con margine posteriore angolato e tegumento cosparso di setole chiare. Antenne non pettinate, apparentemente glabre, con arista breve. Setole fronto-orbitali ridotte o assenti, ocellari e verticali presenti ma brevi
Il torace è nero e lucente, talvolta con riflessi metallici, con aspetto granuloso sul mesonoto. È privo di setole dorsocentrali presuturali, ha setole prescutellari piccole ed è provvisto di una sola notopleurale, una intralare. Setole scutellari due paia, inserite ai margini dello schetello. Le zampe hanno i femori anteriori più robusti degli altri e portano 4-5 setole robuste nel lato posteriore.
Le ali sono di colore bianco latteo e hanno alula ben sviluppata. La venatura presenta come caratteri significativi lo sviluppo incompleto del ramo della cubitale CuA1, che non raggiunge il margine dell'ala.
L'addome è glabro, con tegumento finemente granuloso, di colore nero e lucente. I tergiti 2-4 hanno sviluppo uniforme e si estendono lateralmente e ventralmente, comportando un ridotto sviluppo degli sterniti. Gli uriti terminali del maschio sono caratterizzati da un epandrio apparentemente stretto alla vista dorsale e più largo alla vista posteriore, da un ipandrio conformato a Y e fuso anteriormente con il gonopodio, da surstili lunghi e appuntiti.

## Biologia
Le poche informazioni relative alla biologia di questi efidridi fanno ritenere che gli adulti siano coprofagi o, comunque, saprofagi, in quanto si ritrovano sul letame e sugli escrementi di vari animali, da cui sarebbero attratti. Sono associati ad ambienti frequentati da animali domestici, ma si rinvengono anche presso i torrenti, sulla sabbia e sulle rocce esposte al sole.

## Sistematica
Il genere fu istituito come monotipico da Becker (1922) e vi inserì la sola specie C. tuberculosa, di nuova descrizione. Cresson (1925) vi aggiunse C. albipennis, una specie precedentemente descritta da Loew (1848) nel genere Gymnopa (=Mosillus). Ancora Cresson (1946) aggiunse C. aerifer. Altre specie di Chlorichaeta furono aggiunte da Canzoneri et al. (1969, 1990): C. villiersi e C. gioiellae.
Mathis & Zatwarnicki (1993) hanno revisionato la tassonomia e la descrizione del genere su una base filogenetica. Nell'ambito di questo lavoro hanno aggiunto tre nuove specie, C. africana , C. mais e C. orba, e ridotto C. gioiellae a sinonimo minore di C. villiersi. Dopo Mathis & Zatwarnicki non vi sono state variazioni tassonomiche relative a questo genere, che risulta perciò composto dalle seguenti sette specie:
- Chlorichaeta aerifer Cresson, 1946
- Chlorichaeta africana Mathis & Zatwarnicki, 1993
- Chlorichaeta albipennis (Loew, 1848) (=Strandillus strandi Duda, 1942)
- Chlorichaeta mais Mathis & Zatwarnicki, 1993
- Chlorichaeta orba Mathis & Zatwarnicki, 1993
- Chlorichaeta tuberculosa Becker, 1922
- Chlorichaeta villiersi Canzoneri & Meneghini, 1969 (=C. gioiellae Canzoneri & Rampini, 1990)

Il BioSystematic Database of World Diptera riporta un numero complessivo di otto specie, in quanto discerne fra le due originariamente descritte da Canzoneri et al.. Il numero di sette specie è in ogni modo confermato da Mathis & Zatwarnicki (1995) nel loro catalogo mondiale e avallato da Krivosheina in un recente lavoro.
L'analisi cladistica di Mathis & Zatwarnicki (1993) mette in evidenza una stretta relazione filogenetica con il genere Mosillus, con il quale formerebbe un clade monofiletico, denominato in letteratura Gymnopa beckeri group, sulla base di diverse sinapomorfie: la fusione dell'ipandrio con il gonopodio e la sua conformazione a Y, la presenza di setole robuste sui femori anteriori, il ridotto sviluppo delle setole ocellari.
Sulla base di questi elementi, Chlorichaeta trova collocazione nella tribù dei Gymnomyzini, sottofamiglia Gymnomyzinae.

## Distribuzione
Il genere ha un'ampia distribuzione che si estende dal vecchio continente all'Oceania, mentre è del tutto assente in America, con maggior frequenza nelle regioni tropicali e temperate calde. Solo una specie, C. albipennis, si rinviene nelle regioni temperate ad alte latitudini. Il maggior grado di biodiversità riguarda l'ecozona afrotropicale, in cui sono presenti cinque delle sette specie, con l'eccezione di C. mais e C. orba. Tre specie (C. aerifer, C. africana e C. villiersi) sono endemiche afrotropicali, C. mais è invece esclusiva dell'ecozona orientale. Le altre specie hanno una distribuzione più ampia: C. orba ha distribuzioneaustralasiana e orientale, C. albipennis afrotropicale, paleartica e australasiana, C. tuberculosa, infine, è presente in tutte le regioni zoogeografiche dell'areale del genere.
In Europa sono presenti entrambe le specie paleartiche (C. albipennis e C. tuberculosa), la prima segnalata in diverse regioni, dal Mediterraneo al Mar Nero al Mar Baltico, la seconda segnalata solo nel bacino del Mediterraneo, in Italia e Grecia.
Entrambe le specie sono presenti anche in Italia: C. albipennis è presente in tutto il territorio, comprese le isole, mentre C. tuberculosa è assente nel nord e in Sicilia.